# Hamamelis mollis
Hamamelis mollis, (amamelide della Cina) (Oliv., 1888) è una pianta appartenente alla famiglia delle Hamamelidaceae, endemica della Cina sud-occidentale.
Fu scoperta dal botanico inglese Charles Maries.

## Descrizione
È un grande arbusto o piccolo albero. Ha foglie decidue, ricoperte da lanuggine che in autunno diventano gialle. La loro consistenza da l'epiteto al nome della specie, dal latino Mollis ovvero soffice. 
I fiori larghi 2–3 cm color giallo intenso, dolcemente profumati sbocciano in gennaio, marzo.

## Tassonomia

### Varietà
- Brevipetala (coi fiori minuscoli riuniti in folti mazzetti)
- Pallida (coi fiori più chiari)